# Joaquím Humberto Pinzón Güiza
Joaquím Humberto Pinzón Güiza IMC (ur. 3 lipca 1969 w Berbeo) – kolumbijski duchowny rzymskokatolicki, od 2013 wikariusz apostolski Puerto Leguízamo-Solano.

## Życiorys
Święcenia kapłańskie przyjął 7 sierpnia 1999 w zgromadzeniu Misjonarzy Konsolaty. Był m.in. wicerektorem i rektorem zakonnego seminarium w Bogocie, wykładowcą uniwersytetu San Alfonso w tymże mieście, a także radnym i przełożonym prowincji kolumbijsko-ekwadorskiej zakonu.
21 lutego 2013 otrzymał nominację na wikariusza apostolskiego Puerto Leguízamo-Solano oraz na biskupa tytularnego Ottocium. Sakry biskupiej udzielił mu 20 kwietnia 2013 abp Luis Augusto Castro Quiroga.